# 磁畴

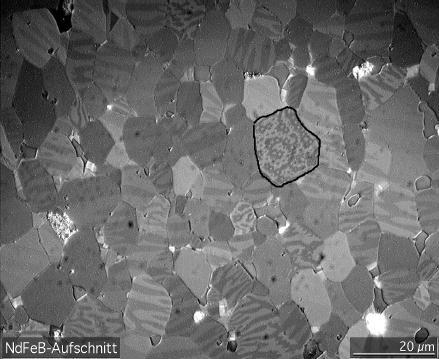
克尔显微镜下的NdFeB颗粒中的磁畴

磁畴是铁磁质的基本组成部分；材料内部拥有均一磁化强度的区域；铁磁质的原子磁矩主要由原子中电子自旋决定；在各磁畴中，原子磁矩的排列各有相互平行的自发倾向，磁矩方向保持一致，因此具有磁性；但是各磁畴的排列方向是混乱的，所以铁磁体在没有被磁化前不显磁性。
磁矩结构与铁磁性物质（例如铁）的磁性行为有关。在其他的材料中，一般并不存在磁畴结构。在居里温度以下，磁畴是自发出现的，并不需要外部磁场的存在。不同磁畴内磁矩的方向不同，在磁畴的边界，磁矩从一个方向连续地过度到另一个方向。磁畴的典型尺寸在10-15 m3
在外磁场的作用下，各磁畴的大小发生变化，自发磁化方向和外磁场方向相同或近似相同的磁畴扩大，方向相反或近似相反的磁畴缩小，以致外磁场方向上的总磁矩跟着外磁场的增强而增加；当外磁场增强到一定程度，所有磁畴的磁矩方向一致，这时达到磁性饱和。